# Raymond Feist

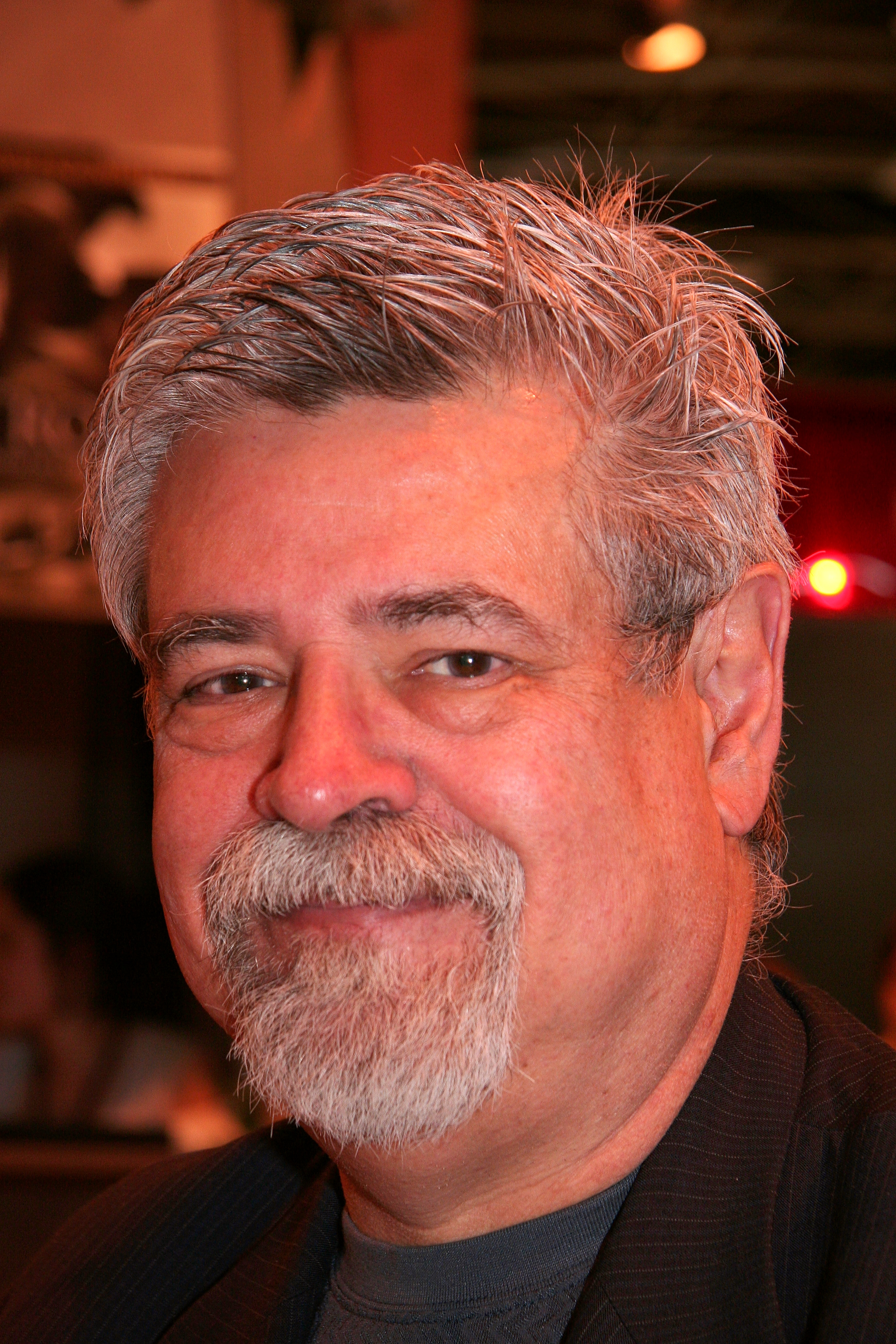
Raymond Feist (2008)

Raymond Elias Feist (Los Angeles, december 1945) is een Amerikaans fantasyschrijver. In 1982 kwam zijn eerste boek Magician uit in de VS. In Nederland kwam dit boek als een van de eerste vertalingen uit onder de titel Magiër.

## Biografie
Feist schrijft bijna al zijn boeken (in 2012 op één na) over de werelden van Midkemia en Kelewan. Deze werelden zijn ontstaan doordat Feist ze samen met een paar vrienden verzon voor het spelen van het rollenspel Dungeons & Dragons. Toen hij werkloos werd, besloot Feist een boek te schrijven over hoe de hogere magie in Midkemia was gekomen. Dit boek was Magician. Daarna schreef hij meer boeken over Midkemia.
De beschreven werelden hebben een geheel eigen geografie, volkeren, religies, koninkrijken, etc. Doordat deze werelden in elk boek steeds verder uitgediept worden, krijgt de lezer een steeds beter beeld. De gehele verzameling boeken over Midkemia en Kelewan heeft geen officiële naam, maar Feist noemt de reeks zelf "De Cyclus van de Scheurenoorlog".